# Hoya coronaria
Hoya coronaria är en oleanderväxtart som beskrevs av Carl Ludwig von Blume. Hoya coronaria ingår i släktet Hoya och familjen oleanderväxter. Inga underarter finns listade i Catalogue of Life.